# Escaryus pallidus
Escaryus pallidus är en mångfotingart som beskrevs av Folkmanova 1956. Escaryus pallidus ingår i släktet Escaryus och familjen småjordkrypare.
Artens utbredningsområde är Ukraina. Inga underarter finns listade i Catalogue of Life.